# Bende (Nigeria)
Bende – miasto w Nigerii, w stanie Abia.